# Gmina Subkowy
Die Gmina Subkowy ist eine Landgemeinde in Polen. Der Ort liegt im Powiat Tczewski der Woiwodschaft Pommern. Ihr Sitz ist das Dorf Subkowy (deutsch: Subkau) mit 1941 Einwohnern (2005).

## Gliederung
Zur Landgemeinde Subkowy gehören elf Dörfer (deutsche Namen bis 1945) mit einem Schulzenamt:
| - Brzuśce (Brust) - Gorzędziej (Gerdin) - Mała Słońca (Klein Schlanz) - Mały Garc (Klein Gartz) - Narkowy (Narkau) - Radostowo (Rathstube) | - Rybaki (Rybaki) - Waćmierz (Groß Watzmiers) - Wielgłowy (Felgenau) - Wielka Słońca (Groß Schlanz) |

Weitere Ortschaften der Gemeinde sind:
| - Bukowiec - Mały Gorzędziej - Pasiska - Radostkowo | - Starzęcin (Starrenschin) - Subkowskie Pole - Subkowy Małe |

## Persönlichkeiten
- Robert Heine (1823–1916), preußischer Gutsbesitzer und Politiker, geboren in Subkau
- Franz Noch (1886–1961), Polizeidirektor und Politiker, geboren in Brust.